# Mike Leach
Pour les articles homonymes, voir Leach.
Mike Leach, né le 9 mars 1960 à Minneapolis, est un joueur de tennis américain, professionnel dans les années 1980.

## Palmarès

### Finale en simple messieurs
| No | Date       | Nom et lieu du tournoi                           | Catégorie | Dotation | Surface    | Vainqueur    | Score    |  |
| -- | ---------- | ------------------------------------------------ | --------- | -------- | ---------- | ------------ | -------- |  |
| 1  | 21-07-1986 | Volvo Tennis-New Jersey championship, Livingston |           | 85 000 $ | Dur (ext.) | Brad Gilbert | 6-2, 6-2 |  |

### Titres en double messieurs
| No | Date       | Nom et lieu du tournoi                       | Catégorie           | Dotation  | Surface    | Partenaire       | Finalistes                        | Score         |  |
| -- | ---------- | -------------------------------------------- | ------------------- | --------- | ---------- | ---------------- | --------------------------------- | ------------- |  |
| 1  | 11-08-1986 | Player's International Canadian Open Toronto | Championship Series | 300 000 $ | Dur (ext.) | Chip Hooper      | Boris Becker Slobodan Živojinović | 6-4, 5-7, 6-2 |  |
| 2  | 06-10-1986 | WCT Scottsdale Open Scottsdale               |                     | 220 000 $ | Dur (ext.) | Leonardo Lavalle | Scott Davis David Pate            | 7-6, 6-4      |  |
| 3  | 24-11-1986 | Tournoi de tennis d'Itaparica Itaparica      |                     | 125 000 $ | Dur (ext.) | Chip Hooper      | Loïc Courteau Guy Forget          | 7-5, 6-3      |  |
| 4  | 20-04-1987 | Seoul Open Séoul                             |                     | 89 400 $  | Dur (ext.) | Eric Korita      | Ken Flach Jim Grabb               | 6-7, 6-1, 7-5 |  |

### Finales en double messieurs
| No | Date       | Nom et lieu du tournoi                               | Catégorie           | Dotation  | Surface         | Vainqueurs                        | Partenaire     | Score         |          |
| -- | ---------- | ---------------------------------------------------- | ------------------- | --------- | --------------- | --------------------------------- | -------------- | ------------- | -------- |
| 1  | 16-05-1983 | Italian Open Rome                                    | Championship Series | 300 000 $ | Terre (ext.)    | Francisco González Víctor Pecci   | Jan Gunnarsson | 6-4, 6-2      |          |
| 2  | 14-05-1984 | Italian Open Rome                                    | Championship Series | 300 000 $ | Terre (ext.)    | Ken Flach Robert Seguso           | John Alexander | 3-6, 6-3, 6-4 |          |
| 3  | 24-09-1984 | Seiko Super Tennis Honolulu                          | Grand Prix          | 100 000 $ | Dur (ext.)      | Gary Donnelly Butch Walts         | Mark Dickson   | 7-6, 6-4      |          |
| 4  | 17-11-1986 | WCT-Houston Shootout Houston                         |                     | 220 000 $ | Moquette (int.) | Ricardo Acuña Brad Pearce         | Chip Hooper    | 6-4, 7-5      |          |
| 5  | 16-03-1987 | ABN World Tennis Tournament Rotterdam                |                     | 250 000 $ | Moquette (int.) | Stefan Edberg Anders Järryd       | Chip Hooper    | 3-6, 6-3, 6-4 |          |
| 6  | 23-03-1987 | Belgian Indoor Championship Bruxelles                |                     | 250 000 $ | Moquette (int.) | Boris Becker Slobodan Živojinović | Chip Hooper    | 7-6, 7-6      | Parcours |
| 7  | 06-07-1987 | Volvo Hall of Fame Tennis Championships Newport (RI) |                     | 100 000 $ | Gazon (ext.)    | Dan Goldie Larry Scott            | Chip Hooper    | 1-6, 6-3, 7-5 |          |